# Uckermark (Schiff, 1930)
Die Uckermark war ein 1930 bei Blohm & Voss gebauter Frachter für die HAPAG, gehörte zur Neumark-Klasse und erhielt als erstes Schiff 1930 einen Benson-Kessel und 1937 einen Höchstdruckkessel, wie man den Benson-Kessel nach Fortentwicklung bei Blohm & Voss auch bezeichnete.
Das vorrangig nach Niederländisch-Indien eingesetzte Schiff suchte bei Kriegsbeginn in Somalia Zuflucht. Um der britischen Besetzung der italienischen Kolonie zu entgehen, versuchte die Uckermark im Februar 1941 den Durchbruch nach Europa. Sie wurde jedoch schon kurz nach dem Verlassen von Kismaayo von einem britischen Kreuzer gestellt. Das britische Enterkommando konnte jedoch die eingeleitete Selbstversenkung des Schiffes nicht verhindern.

## Bau
Das Schiff wurde bei Blohm & Voss gebaut, der Stapellauf und die Taufe wurden am 8. Mai 1930 gefeiert und am 20. September erfolge die Jungfernfahrt von Hamburg nach Kanada. Das Schiff war mit 7021 BRT vermessen, hatte eine Tragfähigkeit von 9920 tdw und lief mit 6000 PSe 14,5 Knoten. Die Uckermark sollte ursprünglich Taunus heißen; sie gehörte zur Neumark-Klasse der Hamburg-Amerika-Linie für den Dienst nach Niederländisch-Indien. Zu dieser Klasse gehörten noch die Neumark von den Kieler Howaldtswerken, die Kurmark, die als Harz begonnen wurde und ebenfalls bei Blohm & Voss entstand, und die Nordmark (Bauwerft Flensburger Schiffbau-Gesellschaft, begonnen als Eifel), sowie die für den Dienst nach Australien vorgesehenen Staßfurt (Bauwerft Bremer Vulkan) und Bitterfeld (Bauwerft Krupp Germaniawerft). Alle sechs Frachter wurden von einem ausgebauten Turbinensatz der vier Schiffe der Albert-Ballin-Klasse angetrieben, die im Winter 1929/30 neue Antriebsanlagen erhalten hatten. Die beiden anderen Turbinensätze wurden in den Kombischiffen Tacoma (8268 BRT) und Vancouver verbaut, die von der Deutschen Werft in Hamburg-Finkenwerder für den Dienst zur nordamerikanischen Westküste geliefert wurden.

### Benson-Kessel vom Siemens-Schuckert
Das Siemens-Schuckertwerk (SSW) hatte den nach seinem Erfinder Mark Benson benannten Benson-Kessel, der als Zwangsdurchlaufkessel arbeitete, entwickelt und erprobt. Ein Prototyp befand sich 1928 im Siemens-Schuckertwerk und wurde mit Kohlenstaub als Brennstoff betrieben. Er hatte eine Dampfleistung von 20 t/h und der Dampf wurde zu Heizzwecken und zum Antrieb einer 180 bar Dampfturbine genutzt, die einen Generator antrieb. Um diese Kesselbauart auch in die Schifffahrt einzuführen, schloss SSW 1930 einen Lizenzvertrag mit der Werft Blohm & Voss in Hamburg.

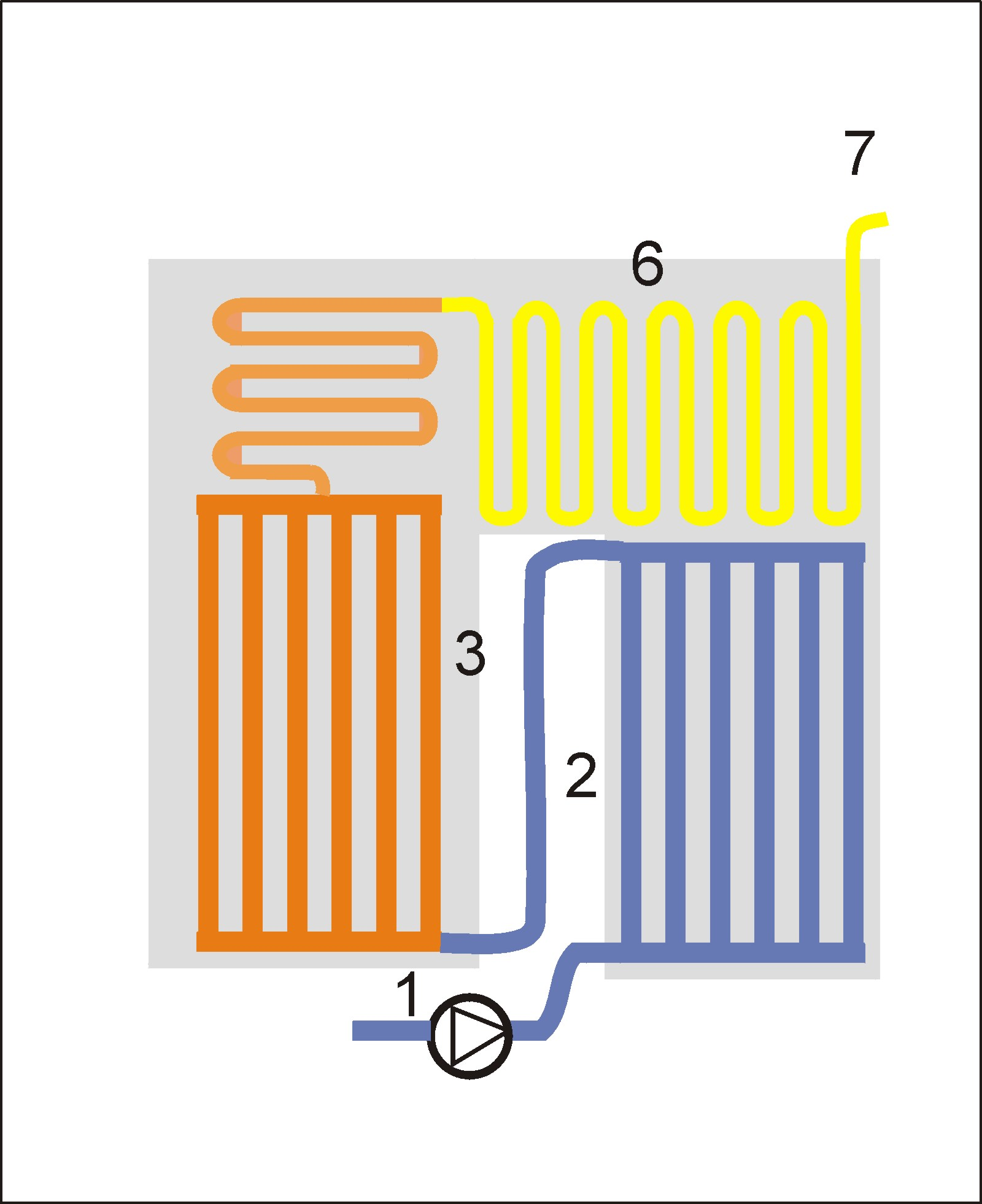
Schematische Darstellung des Benson-Kessels:
1 SPW-Pumpe
2 SPW-Vorwärmer
3 Verdampfer
6 Überhitzer
7 zur Turbine

Der erste Kessel für die Schifffahrt wurde zur Erprobung nach Verhandlungen mit der HAPAG für den Frachter Uckermark vorgesehen. Die Uckermark und die Kurmark (7000 BRT) wurden derzeit bei Blohm & Voss für die HAPAG gebaut, damit hatte man ein Vergleichsschiff. Beide Schiffe hatten eine Antriebsleistung von 6000 PSe, waren für den Ostasiendienst bestimmt und erhielten jeweils insgesamt vier Zylinderkessel. Zwei Doppelender- und zwei Einfachender-Kessel für einen Betriebsdruck von 15 bar, deren Dampf eine vierstufige Dampfturbinenanlage antrieben.

### Kesselerprobung
Der Einbau des Kessels erfolgte im Juli 1930, die erste Probefahrt erfolgte am 10. September und die Abnahmefahrt am 16. September 1930. Anschließend wurde die erste Reise nach Montreal (Kanada) durchgeführt, um bald erste Betriebsergebnisse zu erhalten.
Auf der Jungfernfahrt gab es mehrere Rohrreißer aufgrund der Versalzung des Dampfes, die Ablagerungen an den Rohrwänden verursachte. Die Ablagerungen führten zur Verschlechterung der Rohrwandkühlung und daher bei den hohen Temperaturen zu den Rohrreißern. Daher verlegte man den Übergangspunkt von Wasser zu Dampf, der bisher im Feuerraum bei rund 1500 °C lag, in einem Bereich mit 700 °C Rauchgastemperatur. Die Ablagerungen waren ein grundsätzliches Problem des Benson-Kessels; sie wurden gelöst, indem der Kessel im Hafen mit vorgewärmten Speisewasser gespült wurde. Damit wurden die Ablagerungen aufgelöst und ausgespült.

### Ergebnisse
Der Vergleich der beiden Schiffe ergab für den Hauptantrieb allein auf den ersten drei ausgewerteten Reisen einen Durchschnittsverbrauch der Uckermark von 0,256 kg Brennstoff pro PSh gegenüber der Kurmark von 0,303 kg Brennstoff pro PSh.

### Umbau derUckermark
Einer der Doppelender-Kessel wurde bei der Uckermark durch einen Benson-Kessel für den Druck von 225 bar und Dampfmassenstrom von 20 t/h ersetzt. Er hatte eine Länge von 5,3 Metern, Breite von 4,5 Metern und eine Höhe von 7 Metern und wog rund 100 t. An beiden Stirnseiten befanden sich jeweils vier Ölbrenner mit einem Nennmassenstrom von 180–200 kg/h. Im Brennerraum befanden sich die beiden Strahlungsheizflächen mit insgesamt 125 m² Heizfläche, im nächsten Zug waren der Überhitzer (74 m² Heizfläche) und der Vorwärmer II angeordnet und im letzten Zug befanden sich der Vorwärmer I und der Luftvorwärmer (Luvo). Die Vorwärmer hatten insgesamt eine Heizfläche von 316 m². Die Kolbenspeisepumpe mit drei Doppelplungern war für den Nenndruck von 250 bar ausgelegt und der Volumenstrom konnte durch die einzelne Abschaltung der sechs Kolben eingestellt werden, außerdem konnte die Drehzahl im Bereich von 95–115/min verstellt werden.

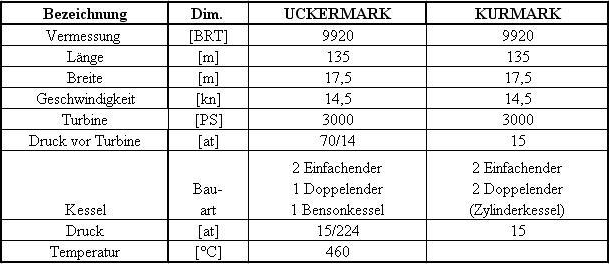
Daten der Uckermark und der Kurmark

Das Wasser des Benson-Kessels wurde beim kritischen Druck von 225 bar und 410 °C im Druckhalte-Ventil auf 90 bar entspannt, verdampfte dabei mit einer Temperaturabsenkung auf 310 °C, und anschließend wurde der Dampf im Überhitzer auf 460 °C überhitzt. Aufgrund der Strömungsverluste betrug der Druck beim Ausgang des Überhitzers rund 70 bar. Bis zum Eintritt in die Düsen der Vorschalt-Höchstdruckturbine reduzierte sich der Dampfdruck auf 60 bar, die Temperatur betrug hier 440 °C. In dieser Vorschaltturbine mit einer Nenndrehzahl von 6000/min wurde der Druck in zwei Stufen auf 15 bar entspannt und anschließend expandierte der Dampf in der vierstufigen Turbinenanlage.
Für die Rückwärtsfahrt ist in der Höchstdruckturbine eine Stufe vorgesehen und von hier strömt der Dampf durch die beiden Rückwärtsturbinen der ursprünglichen Dampfturbine.

## Geschichte des Schiffes
8. Mai 1930: Stapellauf und Taufe
20. September: Jungfernfahrt von Hamburg nach Kanada, danach Fahrtgebiet von Europa nach Niederländisch-Indien
1937: Ersatz des alten durch zwei Benson-Hochdruckkessel bei Blohm & Voss
31. August 1939: Anlauf von Mogadischu (Somalia) wegen drohender Kriegsgefahr
30. September: Aufgelegt in Kismaayo (Somalia)
11. Februar 1941: Wegen drohender britischer Besetzung von Italienisch-Somaliland Abfahrt in Richtung Frankreich
12. Februar 1941: Der britische Kreuzer Hawkins stellte die Uckermark, die deutsche Besatzung leitet die Selbstversenkung ein
14. Februar 1941: Die Uckermark sinkt